# Gert Hoogenstrijd
Gert Hoogenstrijd ( 1960 ) es un botánico neerlandés, que se especializa en plantas carnívoras. Ha realizado expediciones botánicas a Venezuela

## Algunas publicaciones
- joachim Nerz, andreas Wistuba, gert Hoogenstrijd. „Heliamphora glabra, eine eindrucksvolle Heliamphora-Art aus dem westlichen Teil des Guayana-Schildes“. En: Das Taublatt 54, 2006, pp. 58-70

- terry Aleman, gert Hoogenstrijd. „Vleesetende planten (Las plantas carnívoras)“. 2ª edición de Carnivora. 28 pp. 2002

- gert Hoogenstrijd. „When is solar cooking an option“. 1996

- La abreviatura «Hoogenstr.» se emplea para indicar a Gert Hoogenstrijd como autoridad en la descripción y clasificación científica de los vegetales.[2]